# خر بوریدان (فیلم)
خر بوریدان (فرانسوی: L'âne de Buridan‎) یک فیلم کمدی فرانسوی به کارگردانی الکساندر رایدر است که در سال ۱۹۳۲ منتشر شد. از بازیگران آن می‌توان به رنه لوفور،  الکساندر میالسکو و کولت دارفوی اشاره کرد.